# Rhoin
Le Rhoin est une  rivière de l'est de la France, qui coule en région de Bourgogne-Franche-Comté, dans le département de la Côte-d'Or. C'est un sous-affluent de la Saône en rive droite.

## Géographie
Le Rhoin, long de 22,4 km, prend sa source dans la commune de Bouilland et coule vers le sud est, pour se jeter dans la Lauve, à Ruffey-lès-Beaune.

### Principaux affluents
Ce cours d'eau n'a pas d'affluents connus.

### Principales localités traversées
- Bouilland
- Savigny-lès-Beaune
- Beaune
- Chorey-lès-Beaune
- Vignoles
- Ruffey-lès-Beaune